# 1767 Lampland
Az 1767 Lampland (ideiglenes jelöléssel 1962 RJ) a Naprendszer kisbolygóövében található aszteroida. Az Indianai Egyetem fedezte fel 1962. szeptember 7-én. Nevét Carl Otto Lampland amerikai csillagász után kapta.